# Héctor Yuste
Héctor Yuste Cantón (Cartagena, España, 12 de enero de 1988) es un futbolista español. Juega de centrocampista y su equipo es el East Bengal F. C. de la Superliga de India.

## Trayectoria
Formado en las categorías inferiores del Cartagena F. C., equipo histórico de Cartagena desde 1919 y que por esa época solo competía con las bases tras una grave crisis económica, llegó al primer equipo del F. C. Cartagena en el año 2006. La temporada siguiente se marchó cedido a la A. D. Las Palas.
Tras un año regresó al F. C. Cartagena para conseguir ese mismo año el ascenso a la Segunda División, ejerciendo un papel destacado a raíz del cambio de entrenador de esa temporada, y llegando incluso a marcar un gol al C. D. Alcoyano en el partido de ida de la eliminatoria de ascenso disputado en el Estadio Cartagonova con victoria local por 2-1.
En la temporada 2009-10 rozó el ascenso a la Primera División con el conjunto cartagenero, aunque no logró hacerse con un hueco de titular en el equipo entrenado por Juan Ignacio Martínez. Finalizó la campaña con un total de 18 partidos disputados, 3 de ellos de titular.
Un año más tarde fichó por la U. D. Salamanca, club con el que descendería a la Segunda División B. En el club charro se afianzó como titular y disputó un total de 38 partidos. En julio de 2011 firmó por el Granada C. F. que lo cedió inmediatamente al Cádiz C. F., que por entonces competía en Segunda División B.
En julio de 2012 volvió a ser cedido, esta vez al Racing de Santander de la Segunda División, club con el que descendería a la Segunda División B. En verano de 2013 el Granada C. F. lo cedió al Hércules C. F., con el que también descendería a la Segunda División B.
En agosto de 2014 convenció a Joaquín Caparrós y este decidió no cederlo esa temporada. El 30 de enero de 2015 fue cedido al R. C. D. Mallorca, club con el que descendería nuevamente a la Segunda División B. Tiene el récord negativo de ser el primer jugador de fútbol profesional que cuenta con 4 descensos, con 4 equipos diferentes en la misma categoría.[cita requerida]
En verano de 2017 se marchó al Apollon Limassol de la Primera División de Chipre y para participar en la Liga Europa de la UEFA.
En mayo de 2021 se comprometió con el A. C. Omonia Nicosia, siguiendo así en el país chipriota. Con este equipo ganó un par de veces la Copa de Chipre y una Supercopa antes de fichar en agosto de 2023 por el Mohun Bagan Super Giant indio. No fue el único equipo del país en el que jugó, ya que también militó en el East Bengal F. C.

## Clubes
| Club                         | País   | Año       | Partidos | Goles |
| ---------------------------- | ------ | --------- | -------- | ----- |
| F. C. Cartagena              | España | 2006-2007 |          |       |
| A. D. Las Palas (cedido)     | España | 2007-2008 |          |       |
| F. C. Cartagena              | España | 2008-2010 | 31       | 0     |
| U. D. Salamanca              | España | 2010-2011 | 38       | 1     |
| Cádiz C. F. (cedido)         | España | 2011-2012 | 42       | 3     |
| Racing de Santander (cedido) | España | 2012-2013 | 33       | 1     |
| Hércules C. F. (cedido)      | España | 2013-2014 | 40       | 0     |
| Granada C. F.                | España | 2014-2015 | 5        | 0     |
| R. C. D. Mallorca            | España | 2015-2017 | 93       | 1     |
| Apollon Limassol             | Chipre | 2017-2021 | 124      | 13    |
| A. C. Omonia Nicosia         | Chipre | 2021-2023 | 64       | 2     |
| Mohun Bagan Super Giant      | India  | 2023-2024 | 36       | 2     |
| East Bengal F. C.            | India  | 2024-     |          |       |

## Palmarés

### Títulos nacionales
| Título              | Club                 | País   | Año  |
| ------------------- | -------------------- | ------ | ---- |
| Supercopa de Chipre | A. C. Omonia Nicosia | Chipre | 2021 |
| Copa de Chipre      | A. C. Omonia Nicosia | Chipre | 2022 |
| Copa de Chipre      | A. C. Omonia Nicosia | Chipre | 2023 |